# Safiya Wazir
Safiya Wazir (Baghlan, Afganistan, 1991) és una refugiada afganesa i membre de la Cambra de Representants de l'estat de Nou Hampshire des de 2018. Va ser la primera persona refugiada que obtindria un escó en aquesta cambra.
Quan només tenia 6 anys, va emigrar de la seva l'Afganistan natal fugint dels talibans. Va estar vivint a l'Uzbekistan durant 10 anys amb la seva família. L'any 2007 arribaria a Concord, a l'estat de Nou Hampshire. Obtindria la nacionalitat estatunidenca l'any 2013, als 22 anys.
Safiya es va presentar en les eleccions legislatives dels Estats Units de 2018 com a representant del districte 17 en la Cambra de Representants de l'estat de Nou Hampshire pel Partit Demòcrata, amb només 27 anys. En les primàries del seu partit, al setembre de 2018, va superar Dick Patten, de 66 anys, que havia ja ocupat el càrrec. En les eleccions va superar el republicà Dennis Soucy. La sorpresa de la seva elecció es va donar en tractar-se d'una de les circumscripcions electorals amb més població blanca (un 94%) i d'una població més envellida.
L'any 2018 va ser afegida en la llista 100 Women BBC, que aplega les 100 dones més influents de l'any.